# Dudley Farlin
Dudley Farlin (* 2. September 1777 in Norwich, Connecticut; † 26. September 1837 in Warrensburg, New York) war ein US-amerikanischer Politiker. Zwischen 1835 und 1837 vertrat er den Bundesstaat New York im US-Repräsentantenhaus.

## Werdegang
Dudley Farlin wurde während des Unabhängigkeitskrieges in Norwich im New London County geboren. Er zog während seiner Jugend nach Dutchess County und später nach Warren County. Farlin verfolgte Bauholz- und Getreidegeschäfte. Er war zwischen 1818 und 1820 sowie in den Jahren 1827 und 1828 als Supervisor der Town von Warrensburg tätig und in den Jahren 1821, 1822 und 1828 Sheriff im Warren County. 1824 saß er in der New York State Assembly. Politisch gehörte er der Jacksonian-Fraktion an.
Bei den Kongresswahlen des Jahres 1834 für den 24. Kongress wurde er im 13. Wahlbezirk von New York in das US-Repräsentantenhaus in Washington, D.C. gewählt, wo er am 4. März 1835 die Nachfolge von Reuben Whallon antrat. Er schied nach dem 3. März 1837 aus dem Kongress aus.
Nach seiner Kongresszeit ging er wieder seinen früheren Geschäften nach. Er starb am 26. September 1837 in Warrensburg und wurde auf dem gleichnamigen Friedhof beigesetzt.